# Kathiawari
Kathiawari är en hästras från Indien som är mest känd för sina speciella öron, som kallas tulpanöron. Spetsarna är då böjda inåt mot varandra. Kathiawarin sägs ha sitt ursprung i arabiska öken- och stäpphästar och rasen som är både intelligent och vänlig är idag den vanligaste hästrasen bland ridande poliser i Indien. 

## Historia
Den här gamla hästrasen har sitt ursprung på halvön Kathiawar i Indien och har fått sitt namn därifrån. Utseendet visar tydligt att den har en hel del arabblod i sin härstamning men det finns inga dokument över hur Kathiawarin utvecklades. Det som dokumenterades var istället hästarnas egenskaper vilka dock snarare var rena fantasisagorna. Förr i tiden la man även stor vikt vid att hårremmen hos hästar inte skulle ha virvlar och hästen fick inte ha vita tecken. Detta var vanligt i de arabiska länderna och Indien. I en hinduisk bok kallad Asva Sastra från 1300-talet behandlas detta ingående. Författaren varnar i boken för att köpa en häst som visar ett enda av de 117 dåliga tecken som han skrev upp bland annat horn i pannan, fläckiga testiklar, blå tänder och även en rad olika mönster av virvlar i pälsen. Idag är dock vita tecken tillåtna hos hästarna. 
En del Kathiawarihästar föds även med primitiva färger och tecken som kan visa på ett släktskap med Tarpan eller troligtvis den mongoliska vildhästen Przewalski. Däremot vet man att det fanns hästar i Indien med ursprung i öken- och stäpphästar redan under stormogulernas tid under 1500-talet. Under den brittiska kolonitiden från och med år 1600 importerades många arabiska fullblod från länderna runt Persiska viken som korsades med de inhemska hästarna som redan hade orientaliskt blod i sig. Dessa hästar avlades selektivt och systematisk, oftast av de stora furstehusen i landet. Alla uppfödare höll sig till en egen linje utan annan inblandning och linjerna uppkallades oftast efter det stamsto som startade linjen. Idag finns 28 erkända linjer. Bland furstarna betraktades hästarna som husdjur istället för nyttodjur och rasen uppskattades högt och framstående indiska familjer bedrev även egen uppfödning. Dock blev en del exemplar dåliga i exteriör då uppfödarna lade ner alldeles för stor vikt vid att öronen skulle bli perfekta med mötande spetsar. 
Under 1800-talet användes hästarna av kavalleriet och kallades för Kattywarhästar, och man menade att hästarna var överlägsna alla andra remonthästar i hela världen. Hästarna användes både av maratternas kavalleri, likväl som britternas. 
Idag är Kathiawarihästar populära som polishästar och används ofta för landets speciella sport tentpegging, där man i full galopp ska slå en tältpinne i marken med en lång stång.  Rasen har en egen förening i Indien som håller årliga utställningar för rasen och likaså en festival för rasen. 

## Egenskaper
Kathiawarihästarna påminner mycket om ökenhästar. Huvudet har vissa ädla drag och på vissa exemplar syns det arabiska inflytandet tydligt. Hästarna är kända för sina mycket rörliga öron som är svängda inåt och möts vid spetsarna (tulpanöron). Deras motståndskraft mot hetta, torka och brist på foder är även det ett arv från ökenhästarna. Kathiawarin är sund, stark och lättuppfödd och billig i drift. Dock har hästarna dåligt utvecklade och något svaga bakben men hovarna är hårda och hälta är sällsynt hos Kathiawarin. 
Idag används Kathiawarin som polishäst och till allmän ridning. De har behagligt temperament, är intelligent och vänlig men kan vara oberäknelig. Vissa kathiawarihästar föds med naturliga anlag för passgång som i Indien kallas revaal. 